# Jacopo Segre
Jacopo Segre (ur. 17 lutego 1997 w Turynie) – włoski piłkarz występujący na pozycji pomocnika we włoskim klubie Perugia. Wychowanek Milanu, w trakcie swojej kariery grał także w takich zespołach, jak Torino, Piacenza, Venezia, Chievo oraz SPAL.